# Municipio de Sycamore (condado de Hamilton)
El municipio de Sycamore (en inglés: Sycamore Township) es un municipio ubicado en el condado de Hamilton en el estado estadounidense de Ohio. En el año 2010 tenía una población de 19200 habitantes y una densidad poblacional de 1.096,46 personas por km².

## Geografía
El municipio de Sycamore se encuentra ubicado en las coordenadas 39°13′1″N 84°21′49″O / 39.21694, -84.36361. Según la Oficina del Censo de los Estados Unidos, el municipio tiene una superficie total de 17.51 km², de la cual 17.49 km² corresponden a tierra firme y (0.12%) 0.02 km² es agua.

## Demografía
Según el censo de 2010, había 19200 personas residiendo en el municipio de Sycamore. La densidad de población era de 1.096,46 hab./km². De los 19200 habitantes, el municipio de Sycamore estaba compuesto por el 84.24% blancos, el 6.42% eran afroamericanos, el 0.17% eran amerindios, el 6.59% eran asiáticos, el 0.16% eran isleños del Pacífico, el 0.61% eran de otras razas y el 1.81% pertenecían a dos o más razas. Del total de la población el 2.73% eran hispanos o latinos de cualquier raza.